# جنگ پروتکل‌ها
جنگ پروتکل‌ها (به انگلیسی: Protocol Wars) بحثی طولانی مدت در حوزه علوم کامپیوتر در فاصله دهه‌های ۱۹۷۰ تا ۱۹۹۰ بود و مهندسان، سازمان‌ها و کشورها بر سر این موضوع که کدام پروتکل ارتباطی منجر به بهترین و قوی‌ترین شبکه‌های کامپیوتری می‌شود، در دو قطب مخالف قرار گرفته بودند. این بحث و مناظرات با جنگ اینترنت–استانداردهای OSI در اواخر دهه ۱۹۸۰ و اوایل دهه ۱۹۹۰ به اوج رسید و نهایتاً، این مجموعه پروتکل اینترنت (TCP/IP) بود که در اواسط دهه ۱۹۹۰ بر سایر پروتکل‌ها غالب شد و از آن زمان، بیشتر پروتکل‌های دیگر از میان برداشته شدند.
در اوایل دهه ۱۹۷۰، پیشگامان فناوری سوئیچینگ بسته، شبکه‌های کامپیوتری را برای تحقیق در مورد انتقال داده ایجاد کردند. با ظهور شبکه‌های انتقال داده عمومی در اواسط تا اواخر دهه ۱۹۷۰، بحث‌هایی در مورد استانداردهای ارتباطی مطرح شد که با عنوان «نبرد برای استانداردهای سطح دسترسی» توصیف می‌شد. چندین استاندارد برای شبکه‌های اختصاصی پدید آمد و سازمان خدمات پستی، تلگراف و تلفن اروپا (PTTs)، استاندارد اکس ۲۵ را در سال ۱۹۷۶ تعریف کرد که در شبکه‌های عمومی با پوشش جهانی به تصویب رسید.
وزارت دفاع ایالات متحده (DoD) مجموعه پروتکل اینترنت (TCP/IP) را در طول دهه ۱۹۷۰ با همکاری دانشگاه‌ها و محققانی از کشور‌های مختلف در ایالات متحده، بریتانیا و فرانسه توسعه داد. پروتکل اینترنت نسخه ۴ در سال ۱۹۸۱ منتشر شد و وزارت دفاع آن را پروتکلی استاندارد برای تمام شبکه‌های کامپیوتری نظامی کرد. تا سال ۱۹۸۴، یک مدل مرجع بین‌المللی به نام مدل OSI، به عنوان یک پروتکل استاندارد مورد توافق قرار گرفت که پروتکل TCP/IP با آن سازگار نبود. بسیاری از دولت‌ها در اروپا؛ به ویژه فرانسه، آلمان غربی، بریتانیا و اتحادیه اقتصادی اروپا، و همچنین وزارت بازرگانی ایالات متحده آمریکا پیروی از مدل OSI را الزامی کردند و وزارت دفاع ایالات متحده برنامه‌ریزی کرد تا از پروتکل TCP/IP به مدل OSI منتقل شود.
در همین حال، توسعه مجموعه پروتکل اینترنت برای رسیدن به نسخه‌ای کامل و بی‌نقص تا سال ۱۹۸۹ ادامه داشت و از سوی دیگر، مشارکت با صنعت مخابرات و کامپیوتر برای ادغام نرم‌افزار TCP/IP در سیستم عامل‌های مختلف، زمینه را برای پذیرش گستردهٔ این پروتکل، به عنوان یک مجموعه پروتکل جامع و فراگیر ایجاد کرد. در حالی که OSI، پروتکل‌ها و استانداردهای شبکه‌سازی خود را در اواخر دهه ۱۹۸۰ توسعه می‌داد، پروتکل TCP/IP به‌طور گسترده برای بیناشبکه‌سازی و به عنوان جزء اصلی پدیده نو ظهور اینترنت مورد استفاده قرار گرفت.

### سایر منابع
- Abbate, Janet (2000). Inventing the Internet. MIT Press. ISBN 978-0-262-26133-3.
- Davies, Howard; Bressan, Beatrice (2010). A History of International Research Networking: The People who Made it Happen. Wiley. ISBN 978-3-527-32710-2.
- Fluckiger, Francois (2000). "The European Researchers' Network" (PDF). La Recherche (328). Archived (PDF) from the original on 2018-09-29. Retrieved 2020-02-14.
- Martin, Oliver (2012). The "Hidden" Prehistory of European Research Networking. Trafford Publishing. ISBN 978-1-4669-3935-6.
- Russell, Andrew L. (July–September 2006). "'Rough Consensus and Running Code' and the Internet-OSI Standards War" (PDF). IEEE Annals of the History of Computing. 28 (3): 48–61. doi:10.1109/MAHC.2006.42. S2CID 206442834.
- Russell, Andrew L. (2013). "OSI: The Internet That Wasn't". IEEE Spectrum. 50 (8). doi:10.1109/MSPEC.2013.6565559. S2CID 11259224.

## مطالعه بیشتر
- Kerssens, Niels (2019). "Rethinking legacies in internet history: Euronet, lost (inter)networks, EU politics". Internet Histories. 4: 32–48. doi:10.1080/24701475.2019.1701919. ISSN 2470-1475.
- Kim, Byung-Keun (2005). Internationalizing the Internet: The Co-evolution of Influence and Technology (به انگلیسی). Edward Elgar Publishing. ISBN 978-1-84542-675-0.
- Russell, Andrew L. (2014). Open Standards and the Digital Age: History, Ideology, and Networks. Cambridge University Press. ISBN 978-1-139-91661-5.
- Rutter, Dorian (2005). From Diversity to Convergence: British Computer Networks and the Internet, 1970-1995 (PDF) (Computer Science thesis). The University of Warwick.
- Stokes, A. V., ed. (1986). Communications Standards: State of the Art Report. Pergamon. ISBN 978-1-4831-6093-1.